# Consiliul Național al Cercetării Științifice
Consiliul Național al Cercetării Științifice din Învățământul Superior (CNCSIS) este organismul român național de cercetare de finanțe, precum și organismul de acreditat pentru jurnalele academice. A fost înființat în anul 1994 și se află în București.
CNCSIS a devenit membru al Fundației Europene pentru Știință (European Science Foundation – ESF) începând cu anul 2003.